# 熱帶風暴科羅旺 (2020年)
熱帶風暴科羅旺（英語：Tropical Storm Krovanh，國際編號：2023，聯合颱風警報中心：WP262020，菲律賓大氣地球物理和天文管理局：Vicky）是2020年太平洋颱風季第23個被命名的風暴。「科羅旺」一名由柬埔寨提供，即白豆蔻，盛產於柬埔寨、泰國、老挝、越南、斯里蘭卡等國，而中國雲南、廣東、廣西等地亦有栽培。

## 發展過程
12月17日，一個熱帶擾動在菲律賓東南方海域生成，美國海軍研究實驗室給予擾動編號99W。
12月18日下午2時，聯合颱風警報中心將其評級提升為「中」。晚間8時，日本氣象廳將其升格為熱帶低氣壓並對其發布烈風警報。同時，台灣中央氣象局將其升格為熱帶性低氣壓，給予編號TD26。
12月19日凌晨2時，聯合颱風警報中心將其評級提升為「高」，並對其發布熱帶氣旋形成警報。
12月20日凌晨2時，香港天文台將其升格為熱帶性低氣壓。上午8時，聯合颱風警報中心將其升格為熱帶性低氣壓，給予熱帶氣旋編號26W。下午2時，日本氣象廳將其升格為熱帶風暴，給予國際編號2023，並命名「科羅旺」。同時，台灣中央氣象局將其升格為輕度颱風。下午5時，中國國家氣象中心將其升格為熱帶風暴。晚間11時，香港天文台將其升格為熱帶風暴，但事後把這次升格撤銷。
12月21日上午8時，日本氣象廳、台灣中央氣象局和香港天文台將其降格為熱帶低氣壓。下午2時，中國國家氣象中心將其降格為熱帶低氣壓。晚上8時，香港天文台將其降格為低壓區。
12月22晚間11時，聯合颱風警報中心對其發出最後警告，該熱帶氣旋殘餘進入印度洋，由印度氣象局繼續發佈。
12月25日上午8時，日本氣象廳在天氣圖上移除該系統。

## 影響

### 菲律賓
當地發出之最高風暴信號：二號風暴信號
菲律賓大氣地球物理和天文服務管理局於12月18日上午5時對科羅旺發出一號風暴信號。並於12月20日晚上11時對其發出二號風暴信號。截至12月21日，熱帶風暴科羅旺造成菲律賓8人死亡1人失蹤。

### 中國大陸
國家氣象中心發布之最高颱風預警信號： 颱風藍色預警信號
受到科罗旺以及冷空气影响台湾海峡，南海北部有6到7级大风，部分海域还有8至9级大风
國家氣象中心於12月20日下午6時發布颱風藍色預警信號
12月21日国家气象中心取消了台风蓝色预警。

#### 海南省

##### 三沙市
三沙市氣象台發布之最高颱風預警信號： 颱風黃色預警信號
三沙市气象台表示12月影响海南的台风非常罕见。

## 熱帶氣旋警告使用紀錄

### 菲律賓
| 菲律賓大氣地球物理和天文服務管理局 風暴信號 | 菲律賓大氣地球物理和天文服務管理局 風暴信號 | 菲律賓大氣地球物理和天文服務管理局 風暴信號 |
| ------------------------------------------- | ------------------------------------------- | ------------------------------------------- |
| 上一熱帶氣旋                                | 一號風暴信號                                | 下一熱帶氣旋                                |
| 颱風環高                                    | 一號風暴信號                                | 熱帶風暴杜鵑                                |
| 颱風環高                                    | 二號風暴信號                                | 熱帶風暴杜鵑                                |

### 中國大陸
| 国家气象中心 颱風預警信號 | 国家气象中心 颱風預警信號 | 国家气象中心 颱風預警信號 |
| ------------------------- | ------------------------- | ------------------------- |
| 上一熱帶氣旋              | 颱風藍色預警信號          | 下一熱帶氣旋              |
| 強颱風環高                | 颱風藍色預警信號          | 熱帶風暴彩雲              |

## 外部連結
| 太平洋颱風季             |
| 主題頁 - 專題 - 編輯指南 |

- （日語）日本氣象廳首頁 （页面存档备份，存于）
- （英文）聯合颱風警報中心首頁 （页面存档备份，存于）
- （简体中文）中國國家氣象中心首頁 （页面存档备份，存于）
- （繁體中文）臺灣中央氣象局首頁 （页面存档备份，存于）
- （繁體中文）香港天文台首頁 （页面存档备份，存于）
- （繁體中文）澳門地球物理暨氣象局首頁 （页面存档备份，存于）
- （英文）菲律賓大氣地球物理和天文管理局 惡劣天氣公告 （页面存档备份，存于）
- （泰文）泰國氣象局首頁 （页面存档备份，存于）